# Julius Streicher

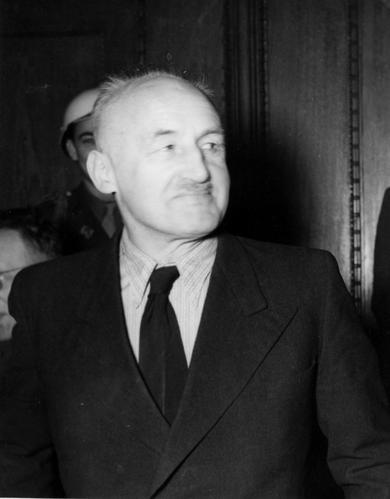
Julius Streicher

Julius Streicher (Fleinhausen, 1885. február 12. – Nürnberg, 1946. október 16.) német újságíró. 1922-től volt a Nemzetiszocialista Német Munkáspárt (NSDAP) tagja. Szerkesztője volt a Der Stürmer című antiszemita lapnak, s a zsidóellenes propaganda egyik fő szervezője volt. A háborús főbűnösök perében Nürnbergben halálra ítélték és kivégezték.

## Életútja
1933-ig
Streicher a népiskolai tanár Friedrich Streicher és felesége, Anna (született Weiss) kilenc gyermekének egyikeként látta meg a napvilágot az Augsburg melletti Fleinhausenben. A nyolcosztályos népiskola elvégzése után apjához hasonlóan népiskolai tanári képesítést szerzett. 1904-től 1923-as pályaváltásáig ebben a funkcióban dolgozott. Már tanárként is ingerlékenységével és diktatórikus viselkedésével tűnt ki. 1909-ben Nürnbergbe költözött, ahol 1913-ban egy pék lányát, Kunigunde Rothot vette el feleségül, aki 1943-ban meghalt. Házasságukból két gyermek született: Lothar (1915) és Elmar (1918). 1945 májusában nősült újra azzal az Adele Tappeval, aki 1940 májusa óta a titkárnője volt.
Az első világháborúban többször kitüntették, és 1917-ben tartalékos hadnaggyá léptették elő. 1919-től tagja lett a Deutschvölkische Schutz- und Trutzbundnak (DVSTB - Németnépi Véd- és Dacszövetség), egy antiszemita-népi szervezetnek. 1920-ban csatlakozott a szervezetből kiváló, ugyancsak antiszemita Deutschsozialistische Parteihoz (DSP – Németszocialista Párt), ahol 1920 áprilisában a DSP birodalmi elnökségének tagjai közé került. A DSP 1922. őszi feloszlása után Streicher október 22-én Nürnbergben, Hitler jelenlétében megalapította az NSDAP helyi csoportját. 1923-ban részt vett a Hitler-Ludendorff-féle müncheni puccsban. Addigi politikai és antiszemita tevékenysége rejtve maradt az iskolarendszer bürokráciájában, azonban miután kiderült, eltiltották a tanítástól. Hivatalosan 1928-ban bocsátották el. 1923-tól kizárólag politikai tevékenységet folytatott. Streicher tagja volt a Nürnbergi Városi Tanácsnak, és 1924-32 között a bajor parlament képviselőjeként is ténykedett.
A nemzetiszocializmus idején
Streicher, mint „régi harcostárs” 1932-45 között tagja volt az NSDAP frakciójának a Reichstagban. Az NSDAP-én belül 1925-40 között Közép-Frankföld, majd Frankföld gauleitere (területi vezetője) lett. E minőségében kapta már a 30-as években a „Frankenführer” (frankvezető) elnevezést. Az SA-n belül az obergruppenführeri (ergo tábornoki) rangot viselte. Pártbeli ellenlábasa a nürnbergi főpolgármester, Willy Liebel volt, aki törekedett a köztük lévő korrekt viszonyra látszatára, és tartotta a távolságot Streichertől, aki feltétel nélküli vezető szerepet követelt magának Frankföldön, a párton belül és kívül egyaránt.
Streicher különösen szigorúan járt el a zsidókkal és polgári ellenfeleivel szemben, és már a korai időkben szemmel látható jeleit mutatta antiszemitizmusának. Ösztökélésére 1933-ban, Nürnbergben egy fiatal lányt, aki összebarátkozott egy nürnbergi zsidóval, nyilvánosan pellengérre állítottak. Az ilyen, úgynevezett „fajgyalázó” és „elvetemült” nők elleni eljárásokat 1935 nyarán birodalomszerte gyakorolták a nürnbergi fajvédelmi törvények 1935. szeptemberi kihirdetéséig.
Az ő személyes közbenjárása következtében bontották el 1934-ben az általa „zsidó szökőkútnak” titulált Neptunusz szökőkutat a nürnbergi városi parkból, és ő erőszakolta ki a nürnbergi főzsinagóga lerombolását 1938 augusztusában, néhány hónappal a kristályéjszaka előtt. 1933 márciusától vezette a Zentralkomitee zur Abwehr der jüdischen Greuel- und Boykotthetzét (A zsidó utálat és bojkottra uszítás elleni védelem központi bizottsága), ami a zsidó vállalkozások, ügyvédi irodák és orvosok elleni bojkottintézkedéseket koordinálta 1933. április 1-től.
Streicher megsemmisítő és szokatlanul vulgáris antiszemitizmust hirdetett, ami miatt a párton belül is kritikával illették. Ideológiájának jelentős platformja volt az általa alapított és kiadott, saját tulajdonú hecclap, a Der Stürmer (A rohamozó), amely rendszeresen terjesztett pornográf gyűlöletpropagandát zsidók nem zsidó nőkkel és lányokkal történt állítólagos szexuális túlkapásairól. Az 1923-tól kiadott lap 1938-ban érte el legnagyobb darabszámú kiadását fél millió példánnyal. A Der Stürmer antiszemita zsidókarikatúráiról és az antiszemitizmus szexuális képzetekkel való összemosásáról volt ismert, ami így egy politikai pornográf médiummá tette. Streicher ismert volt szexuális félrelépéseiről. Rivális NSDAP funkcionáriusok – mint Göring – azt terjesztették róla, hogy még politikai foglyokat is megerőszakolna. 1927-től a Der Stürmer címlapján a mottó a következő idézet lett: „Die Juden sind unser Unglück” („A zsidók a mi szerencsétlenségünk”), amit Heinrich von Treitschke német történész 1879-ben megjelent értekezéséből vettek.
Az 1938. november 9-10-i pogromok után – melyeknél csak Nürnbergben tizenegy embert gyilkoltak meg – a gauvezetés kényszerítette a zsidó tulajdonosokat, hogy a gauvezetés megbízottjain keresztül megnevezett vevők javára ingatlanjaikat, házaikat és üzleteiket zsarolt feltételekkel (valós értékük 10%-áért) adják el. „Feszített tempóban” kerültek át a zsidó tulajdonok Streicher képviselőihez, onnan pedig magas rangú párttagokhoz. A parancs – amely a zsidók gazdaságból való, kizárólag állami intézményeken keresztüli, 1938. november 12-től kezdődő eltávolításáról szólt – megsértése elfogulatlannak nem nevezhető vizsgálóbizottsági eljárást vont maga után, így nem igazán zavart senkit, hogy a nürnbergi gauban élő zsidókat gyakorlatilag kirabolták és „megölték”. Ha valaki még meg is gazdagodott Streicher intézkedései miatt, az pedig a nemzetiszocialista látásmódnak megfelelően említésre méltónak sem tartotta a dolgot. A bizottság kiegészítette jelentését egy olyan, Streicher egyéb vétségeit és perverzióit tartalmazó listával, amely a mohóságát, akár még vezető párttagok irányába is mutatott túlzott agresszivitását és nőkkel szembeni, nyilvánosan vállalhatatlan viselkedését tárgyalta. A legfelsőbb pártbíróság bár nem büntette meg Streichert, de egy 1940 februárjában összeült „gauvezető becsületbíróság” minden hivatalából felmentette. Ugyan magas pártvezetők sem tartották teljesen beszámíthatónak, de élvezte Hitler személyes védelmét. A Der Stürmer és kiadója – amin Streicher jól keresett – Hitler utasítására maradt nála. Streichernek ugyan megtiltották, hogy Nürnbergbe belépjen, de háborítatlanul élhetett a városon kívül, vidéki birtokán. Hitler rendelkezésére még a gauvezetői címét is megtarthatta, ahogy a hozzá tartozó egyenruhát is viselhette.
A német kapituláció után
Miután az amerikai csapatok bevonultak Bajorországba, Streichert az Alpokban lévő rejtekhelyén, egy Waidring melletti faluban fogták el 1945. május 23-án. Egy tiszt járt utána egy lakosságtól származó híresztelésnek, hogy a házban egy magas rangú nemzetiszocialista rejtőzött el. Nürnbergbe történő kiadatásáig – egy csoport NSDAP funkcionáriussal és magas rangú Wehrmacht tisztel együtt – a luxemburgi Bad Mondorf 32-es számú fogolytáborban (Camp Ashcan) tartották. Ezalatt az idő alatt többen kihallgatták, akikben egy szellemileg megzavarodott ember benyomását keltette. Rebecca West, a peren jelenlévő brit újságíró így jellemezte Streichert: „Mocskos öregember abból a fajtából, aki egy parkban is balhét csinál”.
A fő háborús bűnösök ellen folytatott nürnbergi perben Streicher eleinte azt állította, hogy semmit sem tudott a zsidó népirtásról, ő mindössze egy olyan „természetbarát” volt, aki csak az „idegeneket” akarta az országon kívül tudni. Az eljárás azonban bizonyította, hogy egy svájci zsidó újságon keresztül – amire előfizetett – informálva volt a tömeggyilkosságokról. Ezzel szembesülve arra módosította kijelentését, hogy nem hitte el ezeket a híreket. Az eljárás során sokszor felhozott kérdésre – ha tudatában volt ezeknek a jelentéseknek, akkor a Der Stürmer hasábjain mégis miért követelte kifejezetten a zsidók megsemmisítését –, Streicher megpróbálta a bírósággal elhitetni, hogy „megsemmisítés” alatt ő mást értett.
1946. október 1-jén emberiség ellen elkövetett bűncselekmények miatt kötél általi halálra ítélték, amit 1946. október 16-án végre is hajtottak. Hamvait más, fő háborús bűnösökhöz hasonlóan az Isar folyóba dobták.
A nürnbergi perben katonai ügyészként részt vett Telford Taylor utólag kritizálta, „elkapkodottnak és átgondolatlannak” nevezte az 1940-től politikailag jelentéktelenné vált Streicher halálos ítéletét: „az a gondatlan mód, amivel a bíróság tagjai akasztófára juttatták – mintha csak egy pondrót taposnának el – alapjaiban elfogadhatatlan”.